# 紗倉真菜
紗倉真菜（日语：紗倉 まな，1993年3月23日—），日本的AV女優、藝人、歌手、小說家、YouTuber，千葉縣出身。現為「SOD Create」的當家王牌女優，所屬於「Mine's」事務所。

## 人物
- 興趣是看工廠[1]，擅長測量、英語、德語[1]。

- 木更津工業高等專門學校土木科出身[4]。
- 初體驗是在高中的時候，與實習男老師在車上發生關係[5]。

- 在14歲的時候因為看到爸爸的A片，從此立志成為一名AV女優[6]。

## 簡歴
2011年11月，拍攝的寫真影片、並進行凹版雜誌的活動。
2012年，在就讀高等專門學校時，以作品在「SOD Create」AV出道。同年4月16日在成人網站《DMM.com》得到作品類及女優類的銷售第一名。
2013年3月1日登上青年漫畫雜誌的封面，為史上第二人。
在SOD大獎2012，總共得到：最優秀女優獎、優秀女優獎、最優秀銷售作品獎、最優秀包裝作品獎、優秀包裝作品獎第3名、最優秀出租作品獎、一萬部達成獎3作品，總共得到六個冠軍。
2013年3月9日與6月11日，在《FM大阪》廣播節目的錄音中擔任來賓。當時被宮川大輔說溜嘴承認是他最喜歡的AV女優。同年的6月28日上映的電影、飾演川島省吾的妹妹。同年，得到了《成人廣播獎》2013的「新人女優獎」以及「FLASH獎」兩個獎。
明石家秋刀魚在2012年7月的節目獲選為Lovemate 10的第7名。在2013年10月18日發售的寫真雜誌報導了他們秘密約會的消息。
在豐田汽車的汽車資訊網站「GAZOO」進行了專欄的連載。由於是特例的起用而在網際網路上造成話題。身為專欄作家的她在2015年為四個專欄擔任寫作工作。
2014年，在SEGA出品的遊戲《人中之龍0 誓言的場所》舉辦的性感女優人氣投票活動得到第2名。
2015年1月15日，發表自身初次的隨筆《身為高專生的我和世界邂逅只是個天職》（高専生だった私が出会った世界でたった一つの天職）創下了大賣的紀錄。分別在網路商店亞馬遜日本的日本演員書類（綜合）得到銷售第1名和樂天的電影（日本）類別的銷售第1名。作品發售初期在各地的書店都銷售一空，並形成完全沒有庫存的熱賣盛況。
2015年3月3日，再度獲得《成人廣播獎》2015的「女優獎」、及第二次的「FLASH獎」。加上2013年的「新人女優獎」，達成了史上最初的三冠王。
2016年2月12日，她發表了自己的原創小說《最低。》，描繪了生活在AV界中女人的姿態，並拿下日本暢銷書排行榜第一名。
2016年5月4日，獲得《DMM成人獎》2016「媒體獎」。
2017年3月18日，發表第二部長篇小說《凹凸》，發行第3天便宣布再版。
2017年9月，宣布個人處女作《最低。》決定改編成真人電影，並在10月26日，入圍2017年東京國際影展。
2017年12月，應筑波大學邀請，到資訊學系「內容應用理論」課程擔任特別講師，以她跨媒體的實務經驗，分析出版、廣告、動畫等媒體業界的現況與發展。
2018年10月13日，日本成人網站《FANZA》（原《DMM.R18》）公布網站統計資料，紗倉真菜在男性及女性的「最受歡迎AV女優」排行榜都獲得第2名。

## 作品

### AV

#### 2012年
| 總序    | 番號     | 標題 | 片商       | 收錄時間 | 發售日期       | 來源   |
| ------- | -------- | ---- | ---------- | -------- | -------------- | ------ |
| 1       | STAR–334 |      | SOD Create | 待公佈   | 2012年2月9日   | 待公佈 |
| ※初作品 |          |      |            |          |                |        |
| 2       | STAR–340 |      | SOD Create | 待公佈   | 2012年3月8日   | 待公佈 |
| 3       | STAR–347 |      | SOD Create | 待公佈   | 2012年4月5日   | 待公佈 |
| 4       | STAR–357 |      | SOD Create | 待公佈   | 2012年5月10日  | 待公佈 |
| 5       | STAR–358 |      | SOD Create | 待公佈   | 2012年6月7日   | 待公佈 |
| 6       | STAR–363 |      | SOD Create | 待公佈   | 2012年7月6日   | 待公佈 |
| 7       | STAR–359 |      | SOD Create | 待公佈   | 2012年8月9日   | 待公佈 |
| 8       | STAR–370 |      | SOD Create | 待公佈   | 2012年9月6日   | 待公佈 |
| 9       | STAR–373 |      | SOD Create | 待公佈   | 2012年10月6日  | 待公佈 |
| 10      | STAR–378 |      | SOD Create | 待公佈   | 2012年11月8日  | 待公佈 |
| 11      | STAR–384 |      | SOD Create | 待公佈   | 2012年11月22日 | 待公佈 |
| ※總集篇 |          |      |            |          |                |        |
| 12      | STAR–386 |      | SOD Create | 待公佈   | 2012年12月6日  | 待公佈 |
| 13      | SDMT–864 |      | SOD Create | 待公佈   | 2012年12月20日 | 待公佈 |

#### 2013年
| 總序 | 番號      | 標題 | 片商       | 收錄時間 | 發售日期       | 來源   |
| ---- | --------- | ---- | ---------- | -------- | -------------- | ------ |
| 14   | STAR–394  |      | SOD Create | 待公佈   | 2013年1月10日  | 待公佈 |
| 15   | STAR–410  |      | SOD Create | 待公佈   | 2013年2月7日   | 待公佈 |
| 16   | STAR–419  |      | SOD Create | 待公佈   | 2013年3月7日   | 待公佈 |
| 17   | STAR–426  |      | SOD Create | 待公佈   | 2013年4月11日  | 待公佈 |
| 18   | STAR–435  |      | SOD Create | 待公佈   | 2013年5月9日   | 待公佈 |
| 19   | STAR–446  |      | SOD Create | 待公佈   | 2013年6月6日   | [ 29 ] |
| 20   | STAR–455  |      | SOD Create | 待公佈   | 2013年7月6日   | 待公佈 |
| 21   | STAR–463  |      | SOD Create | 待公佈   | 2013年8月8日   | 待公佈 |
| 22   | STAR–470  |      | SOD Create | 待公佈   | 2013年9月5日   | 待公佈 |
| 23   | NHDTA–443 |      | SOD Create | 待公佈   | 2013年10月10日 | 待公佈 |
| 24   | STAR–475  |      | SOD Create | 待公佈   | 2013年10月24日 | 待公佈 |
| 25   | STAR–482  |      | SOD Create | 待公佈   | 2013年11月21日 | 待公佈 |
| 26   | STAR–491  |      | SOD Create | 待公佈   | 2013年12月19日 | 待公佈 |

#### 2014年
| 總序 | 番號       | 標題 | 片商       | 收錄時間 | 發售日期       | 來源   |
| --- | ---------- | ---- | ---------- | -------- | -------------- | ------ |
| 27 | STAR–499   |      | SOD Create | 待公佈   | 2014年1月23日  | 待公佈 |
| 28 | STAR–506   |      | SOD Create | 待公佈   | 2014年2月20日  | 待公佈 |
| 共演：麻生希 |            |      |            |          |                |        |
| 29 | STAR–507   |      | SOD Create | 待公佈   | 2014年2月20日  | [ 30 ] |
| 共演：麻生希 |            |      |            |          |                |        |
| 30 | STAR–511   |      | SOD Create | 待公佈   | 2014年3月20日  | 待公佈 |
| 31 | STAR–516   |      | SOD Create | 待公佈   | 2014年4月24日  | 待公佈 |
| 32 | STAR–523   |      | SOD Create | 待公佈   | 2014年5月22日  | 待公佈 |
| 33 | STAR–530   |      | SOD Create | 待公佈   | 2014年6月19日  | [ 31 ] |
| 34 | AVOP–003   |      | SOD Create | 待公佈   | 2014年7月10日  | 待公佈 |
| ※AVOPEN 2014級超重量級入圍作品                                                                                                 |            |      |            |          |                |        |
| 35 | STAR–537   |      | SOD Create | 待公佈   | 2014年7月24日  | 待公佈 |
| 36 | STAR–543   |      | SOD Create | 待公佈   | 2014年8月21日  | 待公佈 |
| 37 | STAR–550   |      | SOD Create | 待公佈   | 2014年9月25日  | 待公佈 |
| 共演：上原亜衣 |            |      |            |          |                |        |
| 38 | 待公佈     |      | SOD Create | 待公佈   | 2014年10月9日  | 待公佈 |
| ※非売品 |            |      |            |          |                |        |
| 39 | SDXX–14021 |      | SOD Create | 待公佈   | 2014年10月4日  | 待公佈 |
| 共演：古川いおり、白石茉莉奈                                                                                                   |            |      |            |          |                |        |
| 40 | STAR–559   |      | SOD Create | 待公佈   | 2014年10月23日 | [ 32 ] |
| 41 | STAR–564   |      | SOD Create | 待公佈   | 2014年11月20日 | 待公佈 |
| 導演：森川圭、二村ヒトシ、井坂朋泰、真咲南朋，共演：阿部乃美久、春原未来、神波多一花、萌芭、川菜ひかる、乙葉ななせ、桐原あずさ |            |      |            |          |                |        |
| 42 | STAR–569   |      | SOD Create | 待公佈   | 2014年12月20日 | 待公佈 |

#### 2015年
| 總序           | 番號     | 標題 | 片商       | 收錄時間 | 發售日期       | 來源   |
| -------------- | -------- | ---- | ---------- | -------- | -------------- | ------ |
| 43             | STAR–576 |      | SOD Create | 待公佈   | 2015年1月22日  | 待公佈 |
| 44             | STAR–581 |      | SOD Create | 待公佈   | 2015年2月5日   | 待公佈 |
| 45             | STAR–583 |      | SOD Create | 待公佈   | 2015年2月19日  | 待公佈 |
| 46             | STAR–590 |      | SOD Create | 待公佈   | 2015年3月19日  | 待公佈 |
| 47             | STAR–596 |      | SOD Create | 待公佈   | 2015年4月23日  | 待公佈 |
| 48             | STAR–603 |      | SOD Create | 待公佈   | 2015年5月21日  | [ 33 ] |
| 49             | STAR–608 |      | SOD Create | 待公佈   | 2015年6月18日  | 待公佈 |
| 50             | STAR–611 |      | SOD Create | 待公佈   | 2015年7月9日   | 待公佈 |
| 共演：松岡千菜 |          |      |            |          |                |        |
| 51             | STAR–612 |      | SOD Create | 待公佈   | 2015年7月9日   | 待公佈 |
| 共演：松岡千菜 |          |      |            |          |                |        |
| 52             | STAR–619 |      | SOD Create | 待公佈   | 2015年8月20日  | 待公佈 |
| 53             | STAR–623 |      | SOD Create | 待公佈   | 2015年9月24日  | 待公佈 |
| 54             | STAR–628 |      | SOD Create | 待公佈   | 2015年10月22日 | 待公佈 |
| 55             | STAR–634 |      | SOD Create | 待公佈   | 2015年11月26日 | 待公佈 |
| 56             | STAR–640 |      | SOD Create | 待公佈   | 2015年12月24日 | 待公佈 |

#### 2016年
| 總序                                                 | 番號     | 標題 | 片商       | 收錄時間 | 發售日期       | 來源   |
| ---------------------------------------------------- | -------- | ---- | ---------- | -------- | -------------- | ------ |
| 57                                                   | STAR–648 |      | SOD Create | 待公佈   | 2016年1月21日  | 待公佈 |
| 58                                                   | STAR–656 |      | SOD Create | 待公佈   | 2016年2月18日  | [ 34 ] |
| 59                                                   | STAR–664 |      | SOD Create | 待公佈   | 2016年3月17日  | 待公佈 |
| 60                                                   | STAR–672 |      | SOD Create | 待公佈   | 2016年4月21日  | [ 35 ] |
| 61                                                   | STAR–680 |      | SOD Create | 待公佈   | 2016年5月26日  | 待公佈 |
| 62                                                   | STAR–688 |      | SOD Create | 待公佈   | 2016年6月23日  | 待公佈 |
| 導演：カンパニー松尾、タートル今田、清水健、黒田悠斗 |          |      |            |          |                |        |
| 63                                                   | STAR–695 |      | SOD Create | 待公佈   | 2016年7月21日  | 待公佈 |
| 64                                                   | STAR–703 |      | SOD Create | 待公佈   | 2016年8月18日  | 待公佈 |
| 65                                                   | STAR–711 |      | SOD Create | 待公佈   | 2016年9月22日  | 待公佈 |
| 66                                                   | STAR–719 |      | SOD Create | 待公佈   | 2016年10月20日 | 待公佈 |
| 67                                                   | STAR–726 |      | SOD Create | 待公佈   | 2016年11月23日 | 待公佈 |
| 68                                                   | STAR–736 |      | SOD Create | 待公佈   | 2016年12月22日 | 待公佈 |

#### 2017年
| 總序                                     | 番號     | 標題 | 片商       | 收錄時間 | 發售日期       | 來源   |
| ---------------------------------------- | -------- | ---- | ---------- | -------- | -------------- | ------ |
| 69                                       | STAR–745 |      | SOD Create | 待公佈   | 2017年1月19日  | 待公佈 |
| 70                                       | SDMU–482 |      | SOD Create | 待公佈   | 2017年1月19日  | 待公佈 |
| 共演：葵玲奈、佳苗琉花、齊藤美優、篠田優 |          |      |            |          |                |        |
| 71                                       | STAR–753 |      | SOD Create | 待公佈   | 2017年2月2日   | 待公佈 |
| ※同時發行Blu-ray版本                     |          |      |            |          |                |        |
| 72                                       | STAR–754 |      | SOD Create | 待公佈   | 2017年2月16日  | 待公佈 |
| 73                                       | STAR–763 |      | SOD Create | 待公佈   | 2017年3月18日  | 待公佈 |
| 74                                       | STAR–772 |      | SOD Create | 待公佈   | 2017年4月20日  | 待公佈 |
| 75                                       | STAR–777 |      | SOD Create | 待公佈   | 2017年5月3日   | 待公佈 |
| 共演：白石茉莉奈、古川伊織               |          |      |            |          |                |        |
| 76                                       | STAR–781 |      | SOD Create | 待公佈   | 2017年5月18日  | 待公佈 |
| 77                                       | STAR–788 |      | SOD Create | 待公佈   | 2017年6月15日  | 待公佈 |
| 78                                       | STAR–796 |      | SOD Create | 待公佈   | 2017年7月20日  | 待公佈 |
| 79                                       | STAR–808 |      | SOD Create | 待公佈   | 2017年8月24日  | 待公佈 |
| 80                                       | STAR–819 |      | SOD Create | 待公佈   | 2017年9月21日  | 待公佈 |
| 81                                       | STAR–829 |      | SOD Create | 待公佈   | 2017年10月19日 | 待公佈 |
| 82                                       | STAR–842 |      | SOD Create | 待公佈   | 2017年11月16日 | [ 36 ] |
| 共演：戸田真琴                           |          |      |            |          |                |        |
| 83                                       | STAR–844 |      | SOD Create | 待公佈   | 2017年11月16日 | 待公佈 |
| 共演：戸田真琴                           |          |      |            |          |                |        |
| 84                                       | STRA–855 |      | SOD Create | 待公佈   | 2017年12月21日 | 待公佈 |

#### 2018年
| 總序 | 番號      | 標題 | 片商       | 收錄時間 | 發售日期       | 來源   |
| ---- | --------- | ---- | ---------- | -------- | -------------- | ------ |
| 85   | STAR–867  |      | SOD Create | 130分鐘  | 2018年1月25日  | 待公佈 |
| 86   | STAR–878  |      | SOD Create | 125分鐘  | 2018年2月22日  | 待公佈 |
| 87   | STAR–892  |      | SOD Create | 120分鐘  | 2018年3月21日  | 待公佈 |
| 88   | STAR–904  |      | SOD Create | 135分鐘  | 2018年4月26日  | 待公佈 |
| 89   | STAR–915  |      | SOD Create | 115分鐘  | 2018年5月24日  | 待公佈 |
| 90   | STAR–928  |      | SOD Create | 120分鐘  | 2018年6月21日  | 待公佈 |
| 91   | STAR–957  |      | SOD Create | 135分鐘  | 2018年7月26日  | 待公佈 |
| 92   | STAR–964  |      | SOD Create | 120分鐘  | 2018年8月23日  | 待公佈 |
| 93   | STAR–974  |      | SOD Create | 200分鐘  | 2018年9月20日  | 待公佈 |
| 94   | STAR–988  |      | SOD Create | 135分鐘  | 2018年10月25日 | 待公佈 |
| 95   | STARS–014 |      | SOD Create | 140分鐘  | 2018年12月20日 | 待公佈 |

#### 2019年
| 總序 | 番號      | 標題 | 片商       | 收錄時間 | 發售日期       | 來源   |
| ---- | --------- | ---- | ---------- | -------- | -------------- | ------ |
| 96   | STARS–026 |      | SOD Create | 108分鐘  | 2019年1月24日  | 待公佈 |
| 97   | STARS–040 |      | SOD Create | 486分鐘  | 2018年2月21日  | 待公佈 |
| 98   | STARS–047 |      | SOD Create | 140分鐘  | 2019年3月21日  | 待公佈 |
| 99   | STARS–062 |      | SOD Create | 135分鐘  | 2019年4月25日  | 待公佈 |
| 100  | STARS–075 |      | SOD Create | 136分鐘  | 2019年5月23日  | 待公佈 |
| 101  | STARS–088 |      | SOD Create | 139分鐘  | 2019年6月20日  | 待公佈 |
| 102  | STARS–097 |      | SOD Create | 140分鐘  | 2019年7月23日  | 待公佈 |
| 103  | STARS–107 |      | SOD Create | 139分鐘  | 2019年8月20日  | 待公佈 |
| 104  | STARS–131 |      | SOD Create | 125分鐘  | 2019年9月24日  | 待公佈 |
| 105  | STARS–123 |      | SOD Create | 140分鐘  | 2019年10月22日 | 待公佈 |
| 106  | STARS–154 |      | SOD Create | 141分鐘  | 2019年11月19日 | 待公佈 |
| 107  | STARS–169 |      | SOD Create | 129分鐘  | 2019年12月24日 | 待公佈 |

#### 2020年
| 總序   | 番號      | 標題 | 片商 | 收錄時間 | 發售日期   | 來源   |
| ------ | --------- | ---- | ---- | -------- | ---------- | ------ |
| 108    | STARS–185 |      |      | 113分鐘  | 2020-01-21 | 待公佈 |
| 109    | STARS–200 |      |      | 223分鐘  | 2020-02-18 | 待公佈 |
| 110    | STARS–215 |      |      | 140分鐘  | 2020-03-24 | 待公佈 |
| 111    | STARS–228 |      |      | 125分鐘  | 2020-04-21 | 待公佈 |
| 112    | STARS–240 |      |      | 140分鐘  | 2020-05-19 | 待公佈 |
| 113    | STARS–252 |      |      | 212分鐘  | 2020-07-14 | 待公佈 |
| 114    | STARS–279 |      |      | 131分鐘  | 2020-10-20 | 待公佈 |
| 115    | STARS–304 |      |      | 139分鐘  | 2020-11-24 | 待公佈 |
| 待公佈 | 待公佈    |      |      | 分鐘     | 2020年月日 | 待公佈 |
| 待公佈 | 待公佈    |      |      | 分鐘     | 2020年月日 | 待公佈 |

### VR
2017年
- 【VR】紗倉まな image VR 【対面座位】（3月11日、SODVR）
- 【VR】紗倉まなとラブラブ同棲日記 まなちゃんと見つめ合いながらキスしまくり！優しく好きと囁く密着イチャイチャ中出しSEX（5月31日、SODVR）
- 【VR】紗倉まな・波多野結衣 耳元で囁くWバイノーラル淫語責め唾たらし焦らし寸止め超高級痴女ハーレム（5月31日、SODVR）共演:波多野結衣
- 【VR】SODstar紗倉まな、飛鳥りん ヌルテカになった卑猥な身体を目の前で堪能する密着囁き淫語たっぷりキスローションエステ（5月31日、SODVR）
- 【VR】紗倉まなに見つめられながら囁き淫語ドアップま○こを見せつけるクチュクチュ音まで聞こえる相互オナニー（8月4日、SODVR）
- 【VR】SODstar×SODVR 3D star女優 紗倉まな、飛鳥りん、戸田真琴の3人と夢のハーレム!キスたっぷり僕のチ○ポ奪い合い小悪魔痴女全員挿入SEX 最後は耳元で「中に出して」と囁かれてそのまま中出しスペシャル!（8月4日、SODVR）共演:飛鳥りん、戸田真琴

2018年
- 【VR】最初から最後まで見つめ合い濃厚キスたっぷり、卑猥に腰を動かすグラインド座位で僕もまなちゃんも感じまくり!耳元で甘く囁くイチャイチャ中出しセックス（2月16日、SODVR）
- 【VR】最高にエッチで可愛い紗倉まながアナタの妹になってラブラブ近親相姦生活（3月2日、SODVR）

### 寫真影像
- 工場萌え美少女 紗倉まな 18歳（2011年11月5日、SODクリエイト）
- Mana 工場萌え いたずらフェアリー・紗倉まな（2012年6月7日、グラッツコーポレーション）
- エロキュート（2012年8月30日、オルスタックピクチャーズ）
- スーパー・ポーズブック ヌード・バラエティ編２ （2013年11月19日、コスミック出版）
- 純真乙姫〜19歳・工場萌え・美少女Nude〜（2012年9月26日、スパークビジョン）
- エロキュート2（2013年9月27日、オルスタックピクチャーズ）
- ALL NUDE 紗倉まな（2014年8月25日、Air control）
- スーパー・ポーズブック ヌード・バラエティ編４ Cute （2015年6月18日、コスミック出版）
- ヴィーナス・テルメ～まなちゃんと行く混浴温泉旅行!～（2015年6月27日、オルスタックピクチャーズ）
- 純真乙姫～19歳・工場萌え・美少女Nude～/紗倉まな（2016年11月26日、ハレルヤ ）
- Aphrodite/紗倉まな（2018年2月2日、ファインピクチャーズ）

### CD
OTOTOY FRIDAY（舊少女星冰樂）名義
- 後から前から（2014年4月2日、BounDEE）
- ムーンライト伝説（2015年1月21日、BounDEE）
- 私ほとんどスカイフィッシュ / 乙女の炎上（2016年8月26日、MAGAO Records）
- もしやこいつはロマンチックのしっぽ/いいビーサン  (2017年10月4日、TRASH-UP!! RECORDS)

### 紀錄
- OTOTOY FRIDAY (舊少女星冰樂)名義
- 私ほとんどスカイフィッシュ/いいビーサン(2017年11 月3日、 なりすレコード/TRASH-UP!!RECORDS)

### 綜藝節目
- かすみレディオ
  - 24時間かすみレディオDVD-BOX（2013年1月16日、ポニーキャニオン）
  - 18（2014年、つくばテレビ）
  - 24時間かすみレディオ2013 DVD-BOX（2014、つくばテレビ）
  - 22（2015年、つくばテレビ）
  - かすみレディオVol.26（2016年、つくばテレビ）- 共演：春原未来、湊莉久
- 安心して下さい、穿いてますよ。（2015年6月24日、よしもとアール・アンド・シー）

## 演出

### 電影
- 神之舌 Kiss忍耐大賽 THE MOVIE（2013年6月2日公開、監督：佐久間宣行） - 飾演：まな
- 少女は異世界で戦った（2014年9月27日公開、監督：金子修介） - 飾演：巫女
- エターナル・マリア（2015年8月6日公開、監督：阪本武仁） - 飾演：葵マリア（主演）
- KARATE KILL カラテ・キル（2016年9月3日） - 飾演：マユミ[37]

### 電視節目
- SOD女子社員のお仕事ですよ（2012年2月1日、7月4日、2013年9月1日、2014年12月1日、2015年1月3日、エンタ!371）
- 月刊紗倉まな（2012年7月2日、エンタ!371）
- ビートたけしのあと4回だけヤラせてTV（2012年3月28日、TBS電視台）
- 24時間かすみレディオ（2012年8月11日 - 12日、エンタ!371）※27時間生放送- 共演：香澄果穗、小島南等
- 月刊紗倉まな2（2013年6月1日、エンタ!371）
- 24時間かすみレディオの裏側（2012年9月、エンタ!371）
- コトバの法則（2012年9月26日、日本電視台）共演：友田彩也香、麻生希、純奈佳苗、観月あかね
- 神之舌〜The God Tongue 神之舌〜（2012年10月3日、東京電視台）「Kiss忍耐大賽第6回」- 葵司出演。
- 真っ裸AVナイト（2012年10月4日 - 7日、[Sスカパー!/ch.241）共演：朝倉琴美、蘆名尤莉亞、香西咲、小島南、加藤莉娜、長谷川しずく
- ヴィーナス・フューチャー＃109（2012年、エンタ!371）
- ビートたけしのあと6回だけヤラせてTV（2012年12月28日、TBS電視台）
- 志村けんのバカ殿様　バカ殿様初笑い!家族そろって大爆笑スペシャル（2013年1月11日、富士電視台）- 夢の中の女（出演クレジットには無し）
- 徳井義実のチャックおろさせて〜や（2013年3月15日、BSスカパー!）共演：德井義實、高部愛、星野明、中川貴志、すっちー、出渕誠（日语：レイザーラモンRG）
- 神之舌〜The God Tongue 神之舌〜（2013年6月28日、東京電視台）「Kiss忍耐大賽THE MOVIE アナザーストーリー」-
- GO!GO!こじまな号（2013年5月 - 2015年9月、エンタ!959）共演：小島南
- エンタ!959ライブ#4、11（2013年、エンタ!959）
- あいのエチュード #29（2013年、エンタ!959）共演：希志愛野
- 24時間かすみレディオ2013（2013年9月28日、エンタ!959）共演：香澄果穗等
- もう!バカリズムさんのH!（2013年11月24日、NOTTV）
- 裸美人 #24（2013年12月、エンタ!959）
- 志村&鶴瓶のあぶない交遊録（2014年1月2日、朝日電視台）
  - 英語禁止ボウリング 女子高校生
- もう!バカリズムさんのドH!（2014年5月26日・6月23日・7月28日・2015年2月23日・3月23日、NOTTV）
- ヨソで言わんとい亭〜ココだけの話が聞ける（秘）料亭〜（2015年2月19日・2016年2月25日、東京電視台）
- 志村けんのバカ殿様　エイプリルフールスペシャル（2015年4月1日、富士電視台）
- 24時間テレビ エロは地球を救う（2015年12月5日 - 6日、BSスカパー!）
  - 生でパイパイもませて（5日22時 - 6日2時）共演：松村邦洋、ヤマザキモータース、どぶろっく
- 真夜中のおバカ騒ぎ!（2016年2月5日 - 26日、千葉電視台・東京MX）
  - 恋愛講座!THEセクシーアカデミー 共演：森林原人、セクシー赤井（ブー藤原）
- かすみレディオ#45（2016年2月、エンタ!959）
- TiARY TV（2016年7月1日 - 2018年3月、神奈川電視台）[38]
- 男のザップ（2016年8月4日、BSスカパー!）
- 新しい波24（2016年12月28日、2017年4月4日 - 9月19日、フジテレビ）- 波24 (なみにじ) メンバー
- TiARY TVプラスVR（2018年4月 - 、tvk）[39]

### 電視劇
- 闇金ウシジマくん Season2（2014年1月 - 3月、MBS電視台）- 飾演：パピコ
- LOVE理論（2015年4月13日、東京電視台） - 飾演：明歩
- 侵略!ガルパンダZ
- ゆるい

### 綜藝節目
- 24時間かすみレディオDVD-BOX 上巻（2013年1月16日、ポニーキャニオン） 24時間かすみレディオ開幕戦、かすみのまんま前篇、深夜の淀川OG会収録
- かすみレディオ18（2014年2月1日）
- GO!GO!こじまな号　Vol.2（2014年）共演：香澄果穗、小島南
- 24時間かすみレディオ2013 DVD-BOX （2014）共演：香澄果穗等
- 新しい波24

### 網路放送
- GRAPHIS （页面存档备份，存于）（2012年4月13日、撮影：稲村幸夫）
- デジグラ （页面存档备份，存于）
- Girlz HIGH! （页面存档备份，存于）
- mess-y.com 金属系女子・紗倉まなの「愛ってなんですか?」 （页面存档备份，存于）（2013年11月21日 - ）
- Gazoo.com 紗倉まなの クルマと私のイイ関係[40]（2014年9月19日 - 10月31日）
- ゴリクリハックモテ男研究所 （页面存档备份，存于）#9-#17（2015年4月15日 - 6月22日）
- [web R25http://r25.jp/search/?query=%E7%B4%97%E5%80%89 （页面存档备份，存于）（2015年10月2日 - 12月11日）
- AbemaPrime（2017年10月2日 - 、AbemaNews）金曜レギュラー（2018年9月までコメンテーター、以降はアンカー）[41]
- FOD みんなとオマエラの歌（2018年1月26日、FOD） - 三代目歌のお姉さん

### 廣播
- 大竹まこと ゴールデンラジオ!（2015年3月4日，文化放送）
- とにかく明るい安村と紗倉まなのとにかく丸裸!（2015年4月3日 -2016年3月26日，文化放送）
- TENGA Presents Midnight World Cafe 〜TENGA茶屋〜（2015年4月18日 - ，FM Osaka）
- JUNK おぎやはぎのメガネびいき（2015年12月18日，TBS電台）
  - ダイナマイトエクスタシー2015
- 紗倉まな・ハリウッドザコシショウの朝まで丸裸!（2016年4月4日（3日深夜） - 9月25日（24日深夜），文化放送）
- 紗倉まな・野本ダイトリのどうしたらいいでしょうか?（2016年10月2日（1日深夜） - 2017年10月1日（9月30日深夜），文化放送）
- 紗倉真菜的魔鏡之夜（2017年10月8日（7日深夜） -  2021年3月28日（27日深夜），文化放送）
- 紗倉真菜與紐約二人組的魔鏡之夜（日语：紗倉まなとニューヨークのマジックミラーナイト）（2021年4月4日（3日深夜） - ，文化放送）

### 電視動畫
- 秋葉原之旅 -THE ANIMATION-（2017年） - 配音：おとといフライデー（真菜） [42][43]。[44]

### 遊戲
- CRジューシーハニー（2014年12月、サンセイアールアンドディ）
- 人中之龍0 誓言的場所（2015年3月12日、SEGA）共演：有村千佳、上原亜衣、大槻ひびき、柚本紗希

### 電視廣告
- アンダーナビ （页面存档备份，存于）アンダーナビ×紗倉まな （页面存档备份，存于）（2014年10月）
- 東京イセアクリニック
- maruman 勃でBIG!プレゼントキャンペーン （页面存档备份，存于）
- ユニットコム iiyama PC LEVEL∞ （页面存档备份，存于）

## 書籍
読書家で、もともと文才に優れており、小説家としても高く評価されている。
角川文庫の『最低。』あとがきにおいて、影響を受けた作品の一つとして、桜庭一樹の『私の男』をあげている。

### 文學作品
單行本
- 『最低。』（2016年2月12日、KADOKAWA/メディアファクトリー）ISBN 978-4040681979
  - 文庫版（2017年9月23日、角川文庫）ISBN 978-4041026328
- 『凹凸』（2017年3月18日、KADOKAWA）ISBN 978-4040689012
- 『働くおっぱい』（2019年4月19日、KADOKAWA/メディアファクトリー）
- 『春、死なん』（2020年2月22日、講談社），(2023年2月3日瑞昇出版)ISBN：9789864016051
- 『ごっこ』（2023年2月22日、講談社）

書籍未収録作品
- 「願わくば、来世も人間で」(随筆) - 『群像』2018年1月号 掲載

### 文章
單行本
- 高専生だった私が出会った世界でたった一つの天職（2015年1月15日、宝島社）ISBN 978-4800236616
- ○○（まるまる）な女（2015年3月4日、どぶろっく、宝島社）ISBN 978-4800239273
- 女のコのためのもっともっと愛されるSEX（2014年7月19日、双葉社）共著：松村圭子 ISBN 978-4575306705

連載
- 金属系女子・紗倉まなの「愛ってなんですか？」（2013年11月21日 - 2018年5月21日[45]、messy）
- 紗倉まなのクルマと私のイイ関係（2014年9月19日 - 全4回、トヨタ・GAZOO.com）[40][46]
- 小島みなみ&紗倉まなのアツアツSEX給湯室（2014年10月6日 - 2016年3月28日、双葉社「週刊大衆」）※「連載開始記念Wグラビア」同時掲載
- 真夜中のニュース談義（2015年2月18日 - 、ソフト・オン・デマンド「ソフト・オン・デマンドDVD」）
- 紗倉まなの白目むいちゃいました（2015年8月10日 - 2018年4月9日号、集英社「週刊プレイボーイ」）
- SEXのお悩みは現役AV女優におまかせ!紗倉まなのエロモテ課外授業（2017年11月[47] - 、講談社「with」オフィシャルサイト）
- 性界イッてみたらこんなトコでした・紗倉まな編（2016年11月 - 2017年4月 、東京スポーツ新聞社「東京スポーツ」）[48]
- 働くおっぱい（2018年7月 - 、ダ・ヴィンチニュース）[49]

### 雜誌封面
- 週刊大衆（2012年1月6日、4月9日、7月2日、9月10日、2014年10月6日、双葉社）
- 週刊YOUNG JUMP 2012年6月21日号「世界一集中できない問題集 小悪魔ドリル」（成瀬心美と出演）
- 月刊DMM 2012年7月号（表紙）
- ショートヘアの究極美女 MILLION MOOK 03（2012年6月20日）表紙、グラビア
- ヤングアニマル嵐（2013年3月1日、白泉社）
- 月刊ヤングチャンピオン烈 No.12 2013年12月25日号（巻頭グラビア）
- ソフト・オン・デマンドDVD 3月号 vol.33（2014年1月18日、ソフト・オン・デマンド）ASIN B00HI6Q5GW
  - 真夜中のニュース談義（2015年2月18日 - ）
- 週刊プレイボーイ2015年8月31日号（2015年8月10日、集英社）
  - 紗倉まなの白目むいちゃいました（2015年8月10日 - ）
  - 巻末グラビア
  - 特別付録DVD「AV48h 現場から始まる、”ハダカ”の48時間 紗倉まなの場合」監督：野本義明
- 極上人妻DX（2016年5月19日、三和出版）
- カメラマンのリクエストで悩殺ポーズで「アッハ～ン」 [50]ISBN 978-4040689012

### 寫真集
- Mana×Factory（2012年1月17日、双葉社、撮影：福島裕二）ISBN 978-4575303834
- Mana（2013年2月25日、彩文館出版、撮影：細井智燿）ISBN 978-4775605349
- まなんち。（2013年9月21日、徳間書店、撮影：篠原潔）ISBN 978-4198636722
- Mana[Kindle版]（2013年10月19日、キャプチュードブックス）ASIN B00G17435E
- 俺のエロカワ彼女のH写真 紗倉まな[Kindle版]（2013年10月30日、アキバ書房）ASIN B00GC3GSFA
- コスプレ女子をヌがせH写真 紗倉まな[Kindle版]（2013年11月6日、アキバ書房）ASIN B00GI79D4I
- 俺のメイドがエロかった件H写真 紗倉まな[Kindle版]（2013年11月12日、アキバ書房）ASIN B00GN2WLMO
- 女神が降臨!H写真 紗倉まな[Kindle版]（2013年11月27日、アキバ書房）ASIN B00GYPFSYS
- いっしょにお風呂!H写真 紗倉まな[Kindle版]（2013年12月8日、アキバ書房）ASIN B00H6Z23ZC
- ありのまな（2014年8月25日、ジーオーティー、撮影：西田幸樹）ISBN 978-4860849214
- 生ぱら（2015年1月22日、竹書房、撮影：上野勇）ISBN 978-4801901445
- Love Natural（2016年10月28日、徳間書店、撮影：上野勇）ISBN 978-4198642785
- FRIDAYデジタル写真集 たかしょー×三上悠亜×紗倉まな「饗宴」[Kindle版]（2017年3月31日、講談社）ASIN B06XVL5STZ
- FLASHデジタル写真集R 朝も夜も…[Kindle版]（2017年9月8日、光文社、撮影：木村哲夫）ASIN B0757LL9RZ[51]

### 姿勢集
- スーパー・ポーズブック ヌード・バラエティ編2〈コスミック・アート・グラフィック〉（2013年11月19日、コスミック出版、監修：島本耕司）ISBN 978-4774791074
- スーパー・ポーズブック Special編〈コスミック・アート・グラフィック〉（2014年1月22日、コスミック出版、監修：島本耕司）ISBN 978-4774791074

### 交換卡
| タイトル                                    | 發行日         | 發行商 | 攝影   | 備註                                           |
| ------------------------------------------- | -------------- | ------ | ------ | ---------------------------------------------- |
| AVC ジューシーハニー Vol.21                 | 2013年3月23日  | ミント | 篠原潔 | 另有蒂亞、成瀬心美等                           |
| AVC ジューシーハニー ランジェリースペシャル | 2013年8月10日  | ミント | 篠原潔 | 另有麻生希、吉川愛美等                         |
| AVC ジューシーハニー Vol.26                 | 2014年4月26日  | ミント | 篠原潔 | 另有希崎潔西卡、由愛可奈等                     |
| AVC ジューシーハニー Vol.29                 | 2015年2月14日  | ミント | 篠原潔 | 另有小島南、有村千佳等                         |
| AVC ジューシーハニー 10th Anniversary       | 2015年10月3日  | ミント | 篠原潔 | 另有希志愛野、希崎潔西卡、小島南、波多野結衣等 |
| AVC ジューシーハニー Vol.35                 | 2016年10月29日 | ミント | 篠原潔 | 另有AIKA                                       |

### 日曆ー
- 紗倉まな カレンダー 2013年（2012年9月19日、ハゴロモ）
- 紗倉まな カレンダー 2014年（2013年10月2日、ハゴロモ）
- 紗倉まな カレンダー 2015年（2014年10月1日、ハゴロモ）
- 卓上 紗倉まな カレンダー 2015年（2014年10月1日、ハゴロモ）
- 紗倉まな カレンダー 2016年（2015年9月2日、ハゴロモ）
- 紗倉まな 日めくり暦 さくらめくり（2015年10月31日、ハゴロモ）

## 台灣活動
- 2014年12月20日，日本AV女優團「Honey's Secret Party」成員：紗倉真菜、葵司、小島南、彩美旬果和蒂亞，在The Park公園展演空間舉行演唱會[52]。
- 2015年4月11日，日本AV女優團「Honey's Secret Party」成員：紗倉真菜、小島南、本田岬、乙葉七瀨、櫻井彩，在The Park公園展演空間舉行舞台秀[53]。
- 2015年6月13日，日本AV女優團體「少女星冰樂」（乙女フラペチーノ）紗倉真菜和小島南在台北舉行簽唱會[54]。
- 2017年3月10日，來台宣傳與台灣攝影師蕭文厚合作的寫真集《紗曉》，並於3月11、12日舉辦見面會及攝影會[55]。